# Chủ nghĩa Bohemian

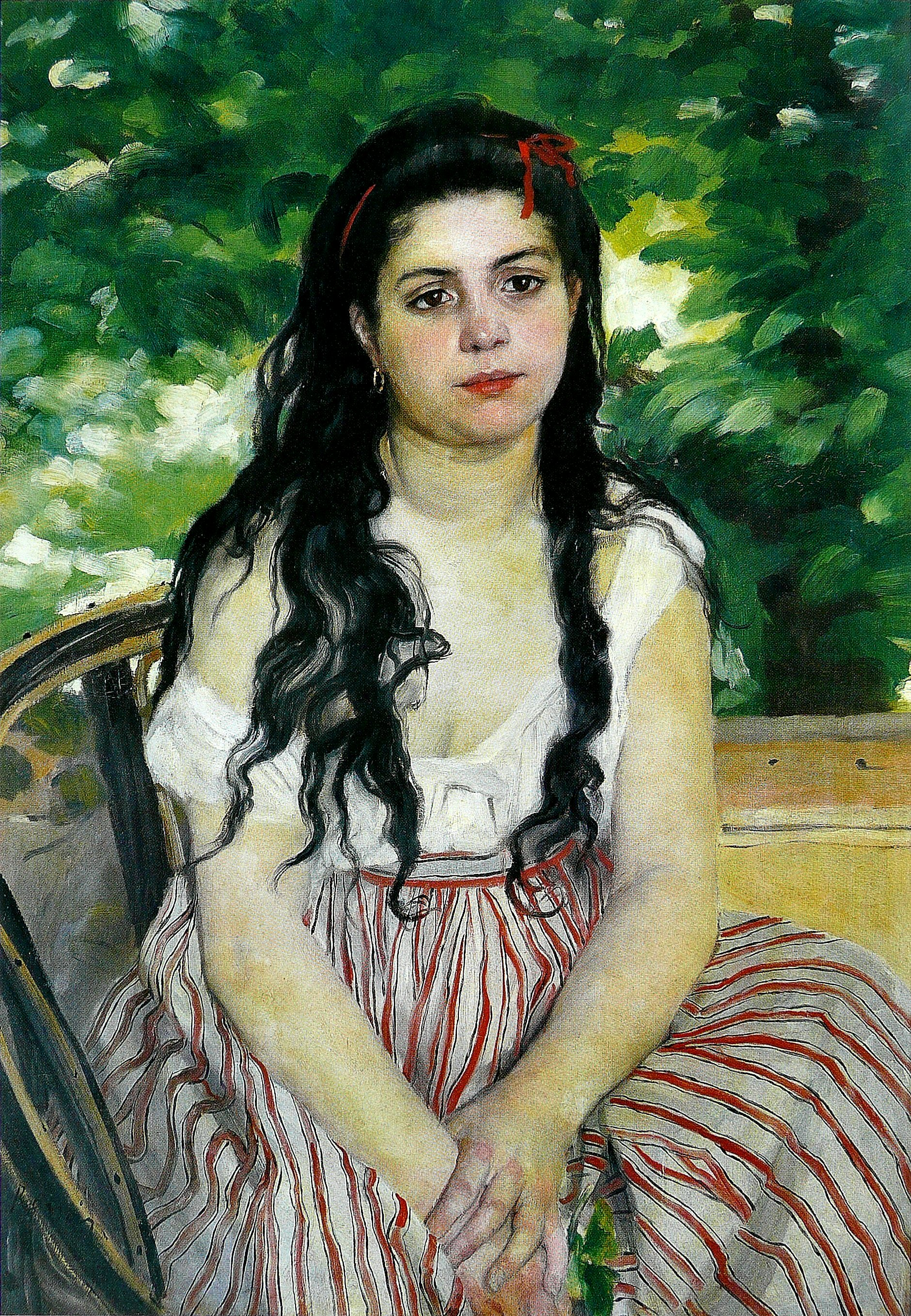
Pierre-Auguste Renoir, The Bohemian (Tranh của Renoir) (hay Lise the Bohemian), 1868, sơn dầu trên vải, Berlin, Đức: Alte Nationalgalerie

Chủ nghĩa Bohemian là lối sống tự do phóng túng, không theo khuôn phép của xã hội. Họ thường thuộc giới nghệ sĩ, nhạc sĩ, nghệ sĩ hay văn sĩ và cả sinh viên. Nhiều lý do đưa tới lối sống này. Có thể vì họ không thích khuôn khổ xã hội gò bó, ước muốn tìm ra con đường riêng biệt cho chính bản thân, tự do sáng tạo, phản kháng lại lối sống, văn hóa của cha mẹ hay thế hệ đi trước nói chung và dĩ nhiên là sự hiến thân cho nghệ thuật, cả khi họ vì vậy mà phải sống thiếu thốn về vật chất.